# Grazie dei fiori bis
Grazie dei fiori bis è un brano musicale di Renzo Arbore e Nino Frassica del 1988.

## Descrizione
Scritto da Arbore e musicato da Claudio Mattone, era stato inizialmente pensato per il Festival di Sanremo 1986, ma lo stesso Arbore preferì poi portare Il clarinetto, che si classificherà al secondo posto della manifestazione.
La canzone, che allude ironicamente a Grazie dei fiori di Nilla Pizzi, è diventata nota perché eseguita da Arbore e Frassica all'interno della trasmissione televisiva Indietro tutta! in concomitanza con l'inizio del Festival di Sanremo 1988. Insieme alle altre canzoni proposte nella trasmissione, il brano è stato quindi inserito nell'album Discao Meravigliao, pubblicato nello stesso anno.